# 임제종
임제종(臨濟宗)은 9세기 중국 당나라의 임제의현(臨濟義玄)에 의해 창시된 중국 불교 선종 5가(家)의 한 종파이다. 임제의현이 만든 종파라고 하여 임제종이다.

## 분화
석상초원(石霜楚圓, 986∼1039)의 두 제자에서 분화되었다.
- 양기방회(楊岐方會, 992∼1049) : 임제종 양기파[1]
- 황룡혜남(黃龍慧南, 1002∼1069) : 임제종 황룡파[2]

## 동아시아에 미친 영향
한국으로 전파되어 신라 시대 때 구산선문, 일본으로 전파되어 일본 임제종의 성립에 영향을 주었다.
현재 우리나라 조계종은 넓게는 임제의현의 임제종 법맥이지만, 좁게는 양기방회의 임제종 양기파의 선풍을 잇고 있다.

## 같이 보기
- 마조도일
- 의현 (당나라)
- 선종 5가
- 조동종
- 임제종 (일본)
- 좌선
- 간화선